# Cantonul Le Marigot
Cantonul Le Marigot este un canton din arondismentul La Trinité, Martinica, Franța.

## Comune
| Comune     | Populație (1999) | Cod poștal | Cod INSEE |
| ---------- | ---------------- | ---------- | --------- |
| Le Marigot | 3.635            | 97225      | 97216     |